# Трансхумација
Трансхумација  или трансхумантно сточарство  (према фр . transhumant, од trans- + лат. humus - земља)  представља сезонско кретање људи и стоке између сталних летњих и зимских пашњака, што је типично за Медитеран. Најчешће се користи у овчарству, а укључује два смера кретања, током топлијег дела године одлази се у више планинске пределе, а у хладнијем делу године спушта се у низијска, котлинска подручја. Узгајивачи стоке углавном имају пребивалиште у нижим пределима. Током паше у планинама живе у сезонским насељима где се баве и пољопривредом.
Трансхумација је 2019. године уврштена Унескову листу нематеријалног културног наслеђа света.

## Облик сточарства
У Хрватској се овај облик сточарства користио у Лици, Приморју и унутрашњости Далмације . Лички овчари задржавали су се на велебитским пашњацима од јуна до јула, а због оштре климе зими би се спуштали у Приморје. На пролеће су обални сточари одлазили у подножје Велебита где су обрађивали земљу, а лети би одвели стоку на испашу у брда, изнад 1000 метара надморске висине, да би се на јесен вратили у стална насеља. У Загори и Равним котарима пастири би ишли у групама са стадима у сезонска насеља на јужном Велебиту, Биокову или Динари . У сезонским насељима сакупљало се млеко од којег се касније правио сир.

## Нематеријално културно наслеђе
Године 2019. трансхумација је уписана на Унескову Репрезентативну листу нематеријалног културног наслеђа човечанства као заједничка номинација Аустрије, Грчке и Италије. Од 2023. на листи земаља у којима се ова пракса спроводи су Албанија, Андора, Аустрија, Хрватска, Француска, Greece, Италија, Луксембург, Румунија и Шпанија.
Готово иста пракса позната је и у Србији, под називима бачијање или уздиг и уврштена је 2024. године на листу нематеријалног културног наслеђа Србије. Пракса је, под називом бачијање, позната и у Северној Македонији, на Шар-планини. Под термином издиг и данас се практикује у Црној Гори.